# バジリカータ州

バジリカータ州
Regione Basilicata

バジリカータ州（バジリカータしゅう、Basilicata）は、イタリア共和国南部にある州。州都はポテンツァ。

## 地理

### 位置・広がり
しばしばブーツに喩えられるイタリアの「土踏まず」から「踝」にかけてあたりの地域で、イタリア半島の南部、カラブリア半島の付け根に位置しており、南東部はイオニア海（ターラント湾）に面する。また、州域の西南部はティレニア海にも面している。北から東にかけてプッリャ州、南にカラブリア州、西にカンパニア州と境界を接する。
州都ポテンツァは州域北西部の内陸に位置し、バーリから西南西へ104km、ターラントから西北西へ124km、ナポリから東南東へ約132km、首都ローマから東南東へ約313kmの距離にある。州には2つの県があり、西部がポテンツァ県、東部がマテーラ県である。

### 主要な都市
人口1万5000人以上のコムーネは以下の通り。人口は2011年1月1日現在。
- ポテンツァ （ポテンツァ県） - 68,297人
- マテーラ （マテーラ県） - 60,818人
- ピスティッチ （マテーラ県） - 17,927人
- メルフィ （ポテンツァ県） - 17,554人
- ポリコーロ （マテーラ県） - 16,407人

- ポテンツァ
- マテーラ
- ピスティッチ
- メルフィ

### 地勢
アペニン山脈が州の多くを占めており、全体的に起伏の多い地形である。最高所はMonte Vultureの1,326m。

## 歴史
バジリカータ地方は、古代にルカニア (Lucania) と呼ばれた地域の一部にあたる。
古代にはその領土の一部はマグナ・グラエキアに属し、沿岸部のギリシャ植民地（シバリスを含む）の支配下にあった。後にこの地域は古代ローマ人に征服された。その後ビザンチン帝国に引き継がれ、1000年頃にはオートヴィル家によるノルマン人征服も受けた。彼らの存在により、バジリカータのガロ・イタリック語圏の飛び地が存続している。この地域は後にアラゴン人やスペイン人に支配された。その後、ブルボン朝両シチリア王国の一部となり、1860年の千人隊の後、統一イタリア王国（1861年宣言）に併合された。

## 行政区画
バジリカータ州は以下の2県からなる。

バジリカータ州と各県

左端の数字はISTATコード、アルファベット2文字は県名略記号を示す。人口は2011年1月1日現在。面積の単位はkm²。
|     |    | 県名         | 綴り    | 県都       | 面積  | 人口    |
| --- | -- | ------------ | ------- | ---------- | ----- | ------- |
| 076 | PZ | ポテンツァ県 | Potenza | ポテンツァ | 6,549 | 383,791 |
| 077 | MT | マテーラ県   | Matera  | マテーラ   | 3,447 | 203,726 |

## 文化・観光

### 言語
2006年の国立統計研究所（ISTAT）の統計によれば、6歳以上の住民の家庭内での会話における言語状況は以下の通り。イタリア語（Italiano）、地方言語（Dialetto）、他の言語（Altra lingua）についてのデータで、左列が全国平均、右列がバジリカータ州の数値である。
| 家庭内の会話における使用言語           | 全国  | 州    |
| -------------------------------------- | ----- | ----- |
| イタリア語のみ、あるいは主にイタリア語 | 45.5% | 27.4% |
| 地方言語のみ、あるいは主に地方言語     | 16.0% | 29.8% |
| イタリア語と地方言語の双方             | 32.5% | 41.2% |
| 他の言語                               | 5.1%  | 0.9%  |

### 世界遺産
- マテーラの洞窟住居

## スポーツ

### サッカー
州内に本拠を置くプロサッカークラブとしては以下がある。所属リーグは2012-13シーズン現在。
- ASメルフィ （ポテンツァ県メルフィ） - レガ・プロ2（4部リーグ）

5部リーグ（アマチュア最上位リーグ）のセリエDでは、カンパニア州・プッリャ州・ラツィオ州のチームとともにジローネHに属する。カラブリア州の地方リーグ（6部リーグ）として、エッチェッレンツァ・バジリカータ (it:Eccellenza Basilicata) がある。

## 交通

### 空港
- ピスティッチ空港（イタリア語版） （マテーラ県）

## 人物

### 著名な出身人物
- ヒッパソス - 紀元前5世紀の数学者。メタポンティオン（現在のベルナルダ近郊）の人。
- ホラティウス - 古代ローマの詩人。現在のヴェノーザ生まれ。
- カルロ・ジェズアルド - 16-17世紀の貴族（ヴェノーザ公）、作曲家。ヴェノーザ生まれ。
- カルミネ・クロッコ - 19世紀の山賊（ブリガンテ）、反イタリア王国政府活動家。リオネーロ・イン・ヴルトゥレ生まれ。
- フランチェスコ・サヴェリオ・ニッティ - 19-20世紀の経済学者・政治家、イタリア王国首相。メルフィ生まれ。
- エミリオ・コロンボ - 20-21世紀の政治家、イタリア共和国首相・欧州議会議長。ポテンツァ生まれ。
- パスクァーレ・フェスタ・カンパニーレ - 20世紀の映画監督・脚本家・小説家。メルフィ生まれ。

### ゆかりの人物
- フランシス・フォード・コッポラ - 米国の映画監督。祖父がベルナルダ生まれ。